# Pettendorf
Pettendorf je obec v německé spolkové zemi Bavorsko, v zemském okrese Řezno ve vládním obvodu Horní Falc.
Žije zde přibližně 3 500 obyvatel.

## Poloha
Sousední obce jsou: Lappersdorf, Nittendorf, Pielenhofen, Řezno (Regensburg) a Sinzing.

## Významná osobnost
V Tremmelhausenu, který je částí dnešního Pettendorfu zemřel v roce 1948 spisovatel Hans Watzlik.